# Бигуаниды
Бигуаниды — гипогликемические лекарственные средства, используемые при сахарном диабете. В эту группу входит метформин.

## История

### Народная медицина. Исследования гуанидина
Экстракт козлятника лекарственного (Galega officinalis) применяли при лечении сахарного диабета в народной медицине в средневековой Европе. Объективным результатом применения экстракта было то, что моча становилась менее сладкой (уменьшение количества глюкозы в моче). В конце XIX века в экстракте был обнаружен изоамилен-гуанидин. В 1918 было научно доказано, что гуанидин обладает гипогликемической активностью у животных. В то же время он был очень токсичен для печени.

### Синталин
К. Г. Слотта синтезировал молекулу, состоящую из полиметиленовой цепочки и гуанидиновой группы на обеих её концах. Бигуанид был более эффективным и менее токсичным. В начале 1920-х были синтезированы первые бигуаниды — синталин А (декаметилен бигуанид) и синталин В (додекаметилен бигуанид). В 1926 Э. Франк в клинике О. Минковского провёл клиническое испытание синталина, который впоследствии начала производить немецкая фармацевтическая компания Schering AG для лечения лёгких форм диабета. Однако высокая токсичность обоих препаратов и широкое внедрение инсулина приостановило исследования бигуанидов. Тем не менее, синталин B применяли в Германии до середины 1940-х, а его производные (пентамидин) успешно используют для борьбы с пневмоцистной пневмонией и африканским трипаносомозом.

### Фенформин и буформин
Снова широко бигуаниды начали использовать в 1950-х с появлением в 1957 фенформина, гипогликемические свойства которого открыли Г. Ангер, Л. Фридман и С. Л. Шапиро. В том же году Л. Фридман и С. Л. Шапиро открыли буформин. Возвращение к бигуанидам было продиктовано поиском эффективного перорального препарата для терапии сахарного диабета 2-го типа. Исследования фенформина 1958 показали высокую его эффективность при наличии определённых побочных явлений со стороны желудочно-кишечного тракта. Однако, в 1970 в Турции впервые появились данные о случаях смерти от лактатацидоза после употребления фенформина и Министерство здравоохранения Турции запретило все препараты, содержащие это вещество и заменило его метформином. В 1976 было доказано, что опасность препарата выше благотворного действия. В 1977—1985 фенформин был изъят из продажи или запрещён, в том числе в виде импорта, во многих странах. Аналогичные ограничения были наложены на буформин. В США начиная с 15 ноября 1978 англ. FDA изъяло фенформин из продажи и запретило его экспорт. В исключительных случаях врачи имеют право выписать на него рецепт, если «польза от применения лекарства считается превалирующей над опасностью». Состоянием на 2008 его продолжают использовать в Италии (при дозе не больше 100 мг в сутки), Уругвае, Китае, Польше, Греции, Португалии и в Бразилии (запрещены комбинированные продукты, содержащие фенформин). Большую опасность представляют китайские якобы фитопрепараты с добавлением фенформина. Также фенформин используют нелегально вместо более дорогого метформина. Фенформин и буформин исследуют как возможные геропротекторы и противоопухолевые препараты.

### Метформин
Метформин был впервые описан в 1922 Э. Вернером и Дж. Беллом. В 1929 году К. Г. Слотта и Р. Чеше открыли его выраженное гипогликемическое свойство у кроликов.
Метформин применяется при лечении сахарного диабета 2-го типа, особенно у лиц с избыточным весом и ожирением и при этом сохранённой нормальной функцией почек.
Метформин стал широко применяться с 1970-х годов после вывода из лекарственного оборота других бигуанидов. Он был одобрен к медицинскому применению в Канаде в 1972 году, а в США он был одобрен FDA для лечения сахарного диабета 2 типа только в 1994 году. 
В 2010-е годы дженерики оригинального препарата метформина стали доступны во многих странах, и метформин стал наиболее часто выписываемым антидиабетическим препаратом в мире.

## Медицинское применение
Бигуаниды применяют при сахарном диабете 1 типа в качестве дополнения к инсулинотерапии и при сахарном диабете 2 типа.